# Tập đoàn SoftBank
Tập đoàn SoftBank (tiếng Anh: SoftBank Group Corp., ソフトバンクグループ株式会社 Sofutobanku Gurūpu Kabushiki-gaisha) là một công ty viễn thông đa quốc gia và tập đoàn Internet của Nhật Bản, được thành lập ngày 3 tháng 9 năm 1981, có trụ sở ở Tokyo, Nhật Bản. Nó có các hoạt động băng thông rộng, viễn thông cố định, thương mại điện tử, Internet, dịch vụ công nghệ, tài chính, truyền thông đại chúng và tiếp thị, thiết kế bán dẫn và các lĩnh vực khác. Người đứng đầu công ty cũng là người sáng lập Masayoshi Son. Đây cũng là công ty chủ quản của đội bóng chày Fukuoka SoftBank Hawks từ 2005 đến nay.

## Thương vụ với Uber
Cuối năm 2017, báo chí đưa tin Uber đã đạt được thoả thuận nhằm nhận một khoản đầu tư khổng lồ, có thể lên tới 10 tỉ USD từ một khối công ty dẫn đầu bởi Softbank và Dragoneer.
Theo nhiều nguồn tin, Softbank là tác nhân chính thúc đẩy thương vụ hợp nhất giữa Grab và Uber hồi đầu năm 2018. Bởi Softbank không chỉ đầu tư cho Uber, mà còn cho tất cả các đối thủ lớn nhất của Uber như Didi Chuxing ở Trung Quốc, ứng dụng gọi xe 99 tại Brazil, Ola ở Ấn Độ và Grab ở Đông Nam Á.
Theo như tờ Business Insider đã nói, với việc đồng ý Softbank trở thành cổ đông lớn nhất của mình, "Uber đã mời hổ vào chuồng gà mất rồi".